# Дерево Порфирія

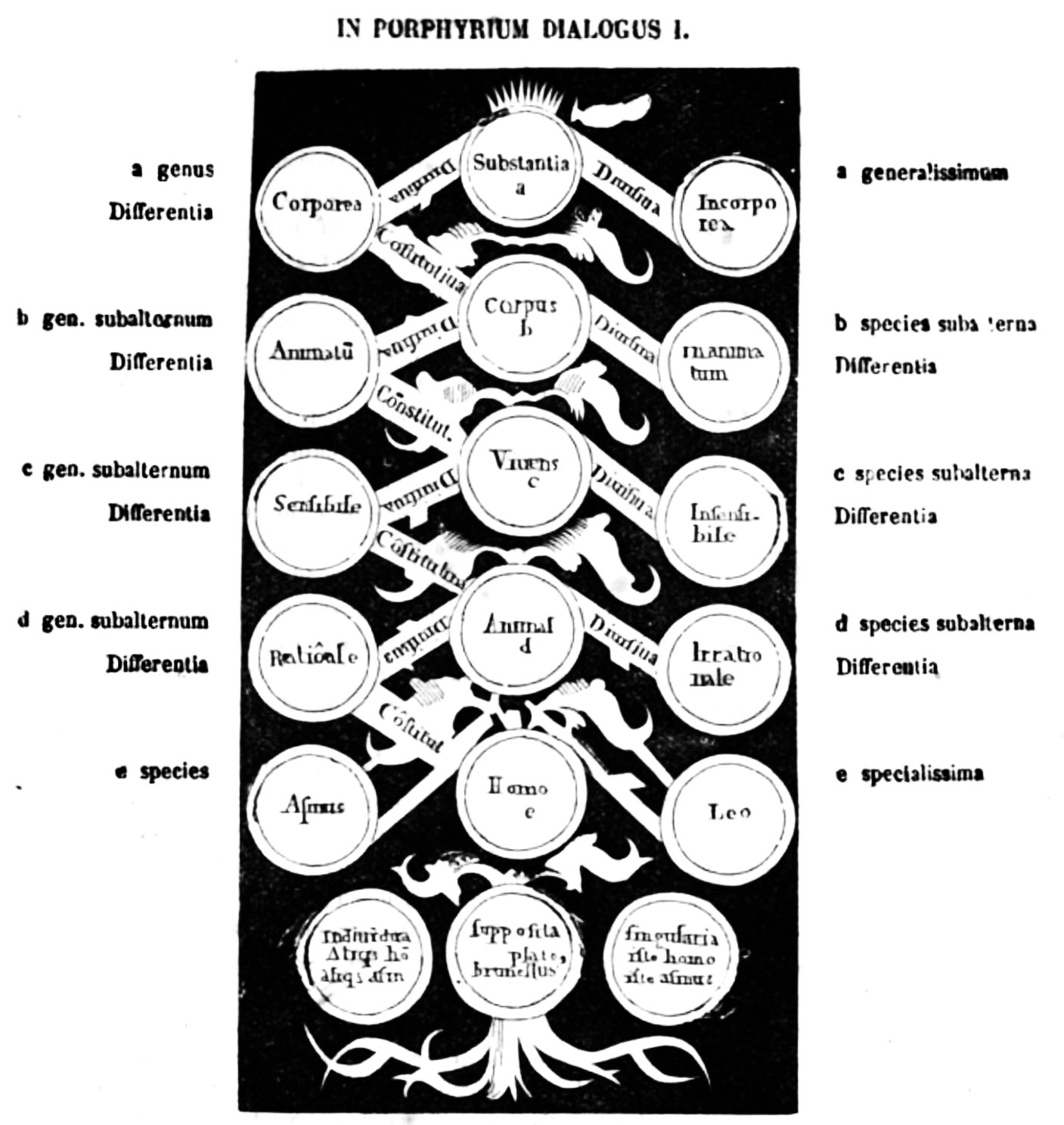
Схема родовидового поділу категорії «субстанція» з видання латинського коментованного перекладу Порфирієвого «Введення», виконаного Боецієм

Дерево Порфирія, або Древо Порфирія (лат. Arbor Porphyriana) — графічна деревоподібна структура (схема), за допомогою якої можна показати кроки послідовного  дедуктивного  дихотомічного ділення  понять від вищих до нижчих.
Свою назву схема отримала в честь  Порфирія (232/233 — 304/306), грецького філософа —  неоплатоника, теоретика музики, астролога і математика, який застосував подібну ілюстрацію  дихотомічного ділення в своїй роботі «Введення» (грец. Εἰσαγωγή, лат. Isagoge), що представляє собою коментарі до роботи  Аристотеля " Категорії ". Категорія «субстанція» в прикладі Порфирія є найвищим родом, за ознаками «тілесне» і «безтілесне» вона ділиться на два види — «тілесна субстанція» (substantia corporea), тобто тіло, і «безтілесна субстанція» (incorporea). «Тіло» (corpus), що розглядається як рід, ділиться за ознаками «істота» і «неживе» на види «істота тіло» (corpus animatum), тобто організм, і «неживе тіло» (corpus inanimatum). «Організм» за ознаками «відчуває» і «нечутливість» (sensibile / insensibile) ділиться на види «тварина» (animal) і «рослина» (?). «Тварина», що розглядається як рід, ділиться на види «розумна істота» (animal rationale), тобто людина, і «нерозумна істота» (animal irrationale). «Людина» (homo) є в даній послідовності понять нижчим поняттям і вже не може розглядатися як рід і ділитися на види , а є сукупністю індивідів, тобто сукупністю подробиць, які не можуть розглядатися як поняття (в прикладі Порфирія — Платон, Сократ). Цей приклад згодом приводився в безлічі книг по  логіці в якості ілюстрації дедуктивної родовидові схеми логічного поділу понять.
Дерево Порфирія є однією з важливих віх в розвитку систематики (особливо  біологічної систематики), оскільки иллюстрована ним схема розподілу понять становила  епістемологічну основу ранньої ( схоластичної, умоглядної) систематики.
Розвитком дерева Порфирія в біологічній систематиці стало використання подібних класифікаційних схем в роботах середньовічних ботаніків, які становлять, що складали так звані «травники» — зібрання описів рослин. При цьому спостерігався відхід від класичної родовидової схеми: замість неї кожному рівню структури (кожному рангу) присвоювалося власне найменування . Крім того, замість використовуваної в дереві Порфирія  дихотомічної ієрархії (поділу кожного родового поняття на два взаємодоповнюючих видових поняття), стала застосовуватися політомічна ієрархія, тобто розподіл понять (таксонів) на число більше, ніж два.

#### Ресурси Інтернету
- Павлинов И. Я. Номенклатура в систематике. История, теория, практика  [Архівовано 24 жовтня 2018 у Wayback Machine.] М.: Т-во научн. изданий КМК, 2015. — 439 с.